# Предупреждението
„Предупреждението“ (на руски: Предупреждение; на немски: Die Mahnung) е българо-съветски игрален филм от 1982 година на режисьора Хуан Антонио Бардем, по сценарий на Хуан Антонио Бардем и Любен Станев. Оператор е Пламен Вагенщайн. Музиката във филма е композирана от Кирил Цибулка.

## Сюжет
Филмът проследява нелегалната международна дейност на Георги Димитров в началото на 30-те и защитата му на Лайпцигския процес по обвинение в запалване на Райхстага. Прави се опит за разкриване на механизма на действие на диктаторските режими, независимо кога и къде могат да се появят.

## Актьорски състав
Роли във филма изпълняват актьорите:
- Петър Гюров — Георги Димитров
- Невена Коканова – Любица Ивошевич
- Асен Кисимов – Дюкло
- Борис Луканов – Васил Коларов
- Асен Димитров – Мариус ван дер Любе
- Добромир Манев – Попов
- Аня Пенчева – Магдалена
- Вельо Горанов
- Ана Делибашева
- Александър Лилов – Танев
- Ралф Бетнер